# Discographie de Christophe Willem
Cette page présente la discographie du chanteur Christophe Willem. Au cours de sa carrière, il a sorti six albums studio en français, dont deux ont été traduit en anglais, et 30 singles.
Son premier album, Inventaire, paru le 16 avril 2007, est le plus grand succès de sa carrière. Il est le quatrième le plus vendu en France en 2007,. Quatre singles seront extraits de cet album, dont Double je qui se reste sept semaines à la première place du Top 50 français et trois semaines en haut de l'Ultratop de la Belgique francophone.
Son successeur Caféine, porté par l'extrait Berlin, paraît en 2009 et sera le premier album qui est également partiellement interprété en anglais et publié sous le titre de Heartbox l'année suivante.
Le sixième album studio Panorama marque un renouement avec le succès commercial en 2022 et 2023, grâce au titre PS: Je t'aime.
Christophe Willem participe régulièrement aux concerts et aux albums des Enfoirés.

## Albums
| Année | Titre                       | Meilleur classement  | Meilleur classement  | Meilleur classement    | Meilleur classement  | Meilleur classement  | Ventes                | Certifications                     |
| Année | Titre                       | Drapeau de la France | Drapeau de la France | Drapeau de la Belgique | Drapeau de la Suisse | Drapeau de la Suisse | Ventes                | Certifications                     |
| Année | Titre                       | Ventes               | Télech.              | Wal/Bxl                | Nat.                 | Rom.                 | Ventes                | Certifications                     |
| ----- | --------------------------- | -------------------- | -------------------- | ---------------------- | -------------------- | -------------------- | --------------------- | ---------------------------------- |
| 2007  | Inventaire                  | 1                    | 1                    | 1                      | 7                    |                      | 900 000 exemplaires,  | - : 3 × Platine - : Platine - : Or |
| 2007  | Inventaire tout en acoustic | 22                   | 6                    | —                      | —                    |                      | 75 000 exemplaires    | —                                  |
| 2009  | Caféine                     | 1                    | 1                    | 2                      | 10                   |                      | - 200 000 exemplaires | - : Platine - : Or                 |
| 2010  | Heartbox                    | —                    | —                    | 42                     | —                    | —                    | —                     | —                                  |
| 2011  | Prismophonic                | 3                    | 4                    | 5                      | 47                   | 7                    | 100 000 exemplaires,  | - : Platine                        |
| 2012  | Love Shot Me Down           | —                    |                      | —                      | —                    | —                    | —                     | —                                  |
| 2014  | Paraît-il                   | 17                   |                      | 5                      | 51                   | 10                   | 70 000 exemplaires    | - : Or,                            |
| 2015  | Les nuits paraît-il         | 25                   |                      | 6                      | —                    | 21                   | —                     | —                                  |
| 2017  | Rio                         | 12                   |                      | 8                      | 43                   | 9                    | 40 000 exemplaires,   | —                                  |
| 2022  | Panorama                    | 6                    |                      | 2                      | 28                   | 3                    | 50 000 exemplaires    | * : Or                             |

## Singles
| Année | Titre                                              | Meilleur classement  | Meilleur classement  | Meilleur classement    | Meilleur classement  | Album             | Certifications       |
| Année | Titre                                              | Drapeau de la France | Drapeau de la France | Drapeau de la Belgique | Drapeau de la Suisse | Album             | Certifications       |
| Année | Titre                                              | Ventes               | Télech.              | Wal/Bxl                | Nat.                 | Album             | Certifications       |
| ----- | -------------------------------------------------- | -------------------- | -------------------- | ---------------------- | -------------------- | ----------------- | -------------------- |
| 2006  | Sunny                                              | 3                    | 2                    | 9                      | 17                   | —                 | - : Or               |
| 2007  | Élu produit de l'année                             | —                    | 2                    | 29                     | —                    | Inventaire        | —                    |
| 2007  | Double je (Remix)                                  | 1                    | 1                    | 1                      | 21                   | Inventaire        | - : Platine, - : Or  |
| 2007  | Jacques a dit                                      | 4                    | 7                    | 1                      | 35                   | Inventaire        | —                    |
| 2008  | Quelle chance/September                            | 9                    | —                    | 24                     | —                    | Inventaire        | —                    |
| 2009  | Berlin                                             | —                    | 5                    | 8                      | 57                   | Caféine           | —                    |
| 2009  | Lost in Berlin                                     | —                    | —                    | —                      | —                    | Heartbox          | —                    |
| 2009  | Plus que tout                                      | —                    | 40                   | 24                     | —                    | Caféine           | —                    |
| 2009  | Heartbox                                           | —                    | —                    | —                      | —                    | Caféine           | —                    |
| 2010  | Entre nous et le sol                               | —                    | —                    | —                      | —                    | Caféine           | —                    |
| 2010  | Sensitized (feat Kylie Minogue)                    | —                    | —                    | —                      | —                    | Caféine           | —                    |
| 2011  | Cool                                               | 29                   |                      | 29                     | —                    | Prismophonic      | —                    |
| 2012  | Si mes larmes tombent                              | 56                   |                      | 10                     | —                    | Prismophonic      | —                    |
| 2012  | Starlite                                           | —                    |                      | —                      | —                    | Prismophonic      | —                    |
| 2012  | L'amour me gagne                                   | —                    |                      | —                      | —                    | Prismophonic      | —                    |
| 2012  | Love Shot Me Down                                  | —                    |                      | —                      | —                    | Love Shot Me Down | —                    |
| 2012  | What Did I Do (avec Sophie Delila)                 | 110                  |                      | —                      | —                    | —                 | —                    |
| 2014  | Le chagrin                                         | 52                   |                      | 19                     | —                    | Paraît-il         | —                    |
| 2014  | L'Été en hiver                                     | 137                  |                      | 49                     | —                    | Paraît-il         | —                    |
| 2014  | Après toi                                          | 93                   |                      | 27                     | —                    | Paraît-il         | —                    |
| 2014  | Nous nus                                           | —                    |                      | 46                     | —                    | Paraît-il         | —                    |
| 2016  | Tu sais (avec Black M, Inna Modja et Manu Dibango) | —                    |                      | —                      | —                    | —                 | —                    |
| 2017  | Marlon Brando                                      | —                    |                      | 25                     | —                    | Rio               | —                    |
| 2017  | Rio                                                | —                    |                      | —                      | —                    | Rio               | —                    |
| 2018  | Madame                                             | —                    |                      | —                      | —                    | Rio               | —                    |
| 2018  | Restart                                            | —                    |                      | —                      | —                    | Rio               | —                    |
| 2022  | PS: Je t'aime                                      | 102                  |                      | 8                      | —                    | Panorama          | - : Platine, - : Or, |
| 2022  | J'tomberai pas                                     | —                    |                      | 17                     | —                    | Panorama          | —                    |
| 2023  | Je tourne en rond (Single Mix)                     | —                    |                      | 23                     | —                    | Panorama          | —                    |
| 2023  | Comme un pantin                                    | —                    |                      | —                      | —                    | —                 | —                    |

## DVD Musical
- 2008 : Fermeture pour rénovation (no 1 France, no 1 Belgique)

## Participations
- 2004 : Bande-originale du Film Alive :

1. Pourquoi j'ai mal
2. Le cœur, le corps avec Ginie Line, Sonia Lacen, Fabienne Darnaud, Maxim Nucci et Emmanuel Dahl

- 2006 : single J'irai chanter avec les autres participants de la saison 4 de l'émission Nouvelle Star
- 2008 : album Les Secrets des Enfoirés :

1. Le cœur volcan
2. Stayin' Alive
3. Magie noire avec Maurane (Medley)

- 2009 : album Les Enfoirés font leur cinéma :

1. Amoureuse
2. Dis-moi
3. Tomber pour elle / L'île aux oiseaux avec Liane Foly (Medley)
4. Le Blues du businessman avec Julie Zenatti, Sébastien Chabal, Jean-Jacques Goldman, Garou, Jenifer et Renan Luce (Medley)

- 2010 : album Les Enfoirés... la Crise de Nerfs :

1. Les Passantes
2. I Gotta Feeling avec Zazie (Medley)

- 2011 : album Dans l'œil des Enfoirés :

1. Tired of Being Sorry avec Jenifer (Medley)

- 2011 : album Collectif Paris-Africa pour l'Unicef en tant que membre du Collectif Paris-Africa :

1. single Des ricochets

- 2012 : album Génération Goldman :

1. Famille
2. Je marche seul

- 2012 : album Depuis qu'elle est partie/Ils chantent Dalida :

1. Pour ne pas vivre seul

- 2013 : album La Boîte à musique des Enfoirés :

1. Envole-moi
2. Call Me Maybe avec Pascal Obispo (Medley)
3. Oui mais... non avec  Alizée (Medley)

- 2013 : album We Love Disney :

1. L'amour brille sous les étoiles par Christophe Willem
2. Hakuna matata en collégiale

- 2014 : album Bon anniversaire les Enfoirés

1. Attention au départ avec Maxime Le Forestier, Jean-Baptiste Maunier, Natasha St-Pier, Shy'm, Zaz, Zazie et Les Enfoirés
2. On ira avec Nolwenn Leroy, Jean-Jacques Goldman, Marc Lavoine et MC Solaar
3. J'ai rencontré l'homme de ma vie avec Shy'm (Medley)
4. Mise au point avec Shy'm
5. Treasure avec Emmanuel Moire

- 2014 : album Kiss & Love :

1. Fais-moi une place avec Maurane

- 2015 : album Sur la route des Enfoirés :

1. L'amour existe encore avec Patrick Bruel, Julien Clerc, Jenifer, Claire Keim, Pascal Obispo, Natasha St-Pier et Tal
2. Wake Me Up avec Emmanuel Moire (Medley)
3. Happy avec Corneille, Natasha St-Pier et Tal

- 2016 : album Au rendez-vous des Enfoirés :

1. Désenchantée avec M. Pokora (Medley)
2. Chandelier avec Véronic Dicaire, Nolwenn Leroy et Jean-Baptiste Maunier

- 2017 : album Mission Enfoirés :

1. Can't Stop the Feeling! avec Amel Bent
2. Bella avec Liane Foly, M. Pokora, MC Solaar et Les Enfoirés
3. Chaque jour de plus avec M. Pokora, Amel Bent, Tal, Soprano, Amir, Lorie, Jenifer, Grégoire, Zazie, Maxime Le Forestier, Patrick Fiori, Michèle Laroque et Jeff Panacloc
4. Crache ton venin (Medley)

- 2018 : album Les Enfoirés 2018 : Musique ! :

1. Les Démons de minuit avec Soprano, Kendji Girac, Michaël Youn et Christophe Maé
2. 4 mots sur un piano avec Soprano, Kad Merad, Kendji Girac et Jenifer
3. The Winner Takes It All avec Amir, Patrick Bruel et Patrick Fiori
4. Je m'en vais avec Christophe Maé, Amel Bent, Patrick Fiori, Soprano, Bénabar, Kendji Girac et Élodie Fontan (Medley)
5. Je te survivrai avec Kad Merad et Tarek Boudali (Medley)

- 2019 : album Le Monde des Enfoirés :

1. Tu es mon autre avec Zazie, Florent Pagny et Claire Keim

- 2020 : album Le Pari(s) des Enfoirés :

1. Your Song avec Claire Keim, Nolwenn Leroy, Slimane et Soprano
2. Visiteur et voyageur avec Jean-Louis Aubert, Patrick Bruel et Véronique Sanson
3. Famille avec Jean-Louis Aubert, Patrick Bruel, Julien Clerc, Liane Foly, Zazie et Les Enfoirés

- 2021 : album Les Enfoirés à côté de vous :

1. Paris-Seychelles avec Jean-Louis Aubert, Claire Keim et Zazie (Medley)
2. Les Filles d'aujourd'hui avec Claudio Capéo, Nolwenn Leroy et Carla Bruni
3. Uptown Funk avec Vitaa et Michaël Youn

- 2023 : album Enfoirés un jour, toujours :

1. Dans un autre monde avec Garou, Slimane et Kendji Girac
2. Le Bal des Laze avec Soprano, Jean-Louis Aubert et Julien Clerc
3. Été 90 avec Claire Keim, Jenifer et Jérémy Frérot

## Autres collaborations
- 2013 : Ça balance pas mal à Paris, en duo avec Jenifer sur son album Ma déclaration